# Granówko (województwo zachodniopomorskie)
Granówko – nieistniejąca kolonia w Polsce położona w województwie zachodniopomorskim, w powiecie choszczeńskim, w gminie Krzęcin.
W latach 1975–1998 miejscowość administracyjnie należała do województwa gorzowskiego.